# 議会名誉黄金勲章

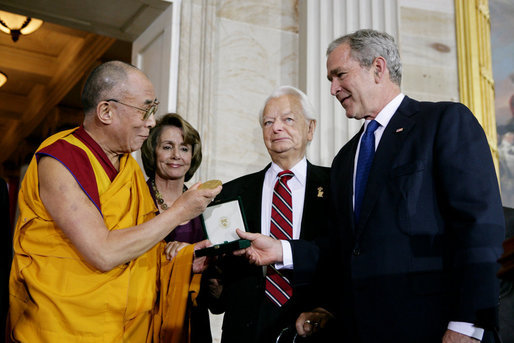
議会名誉黄金勲章のメダルを受け取るダライ・ラマ14世

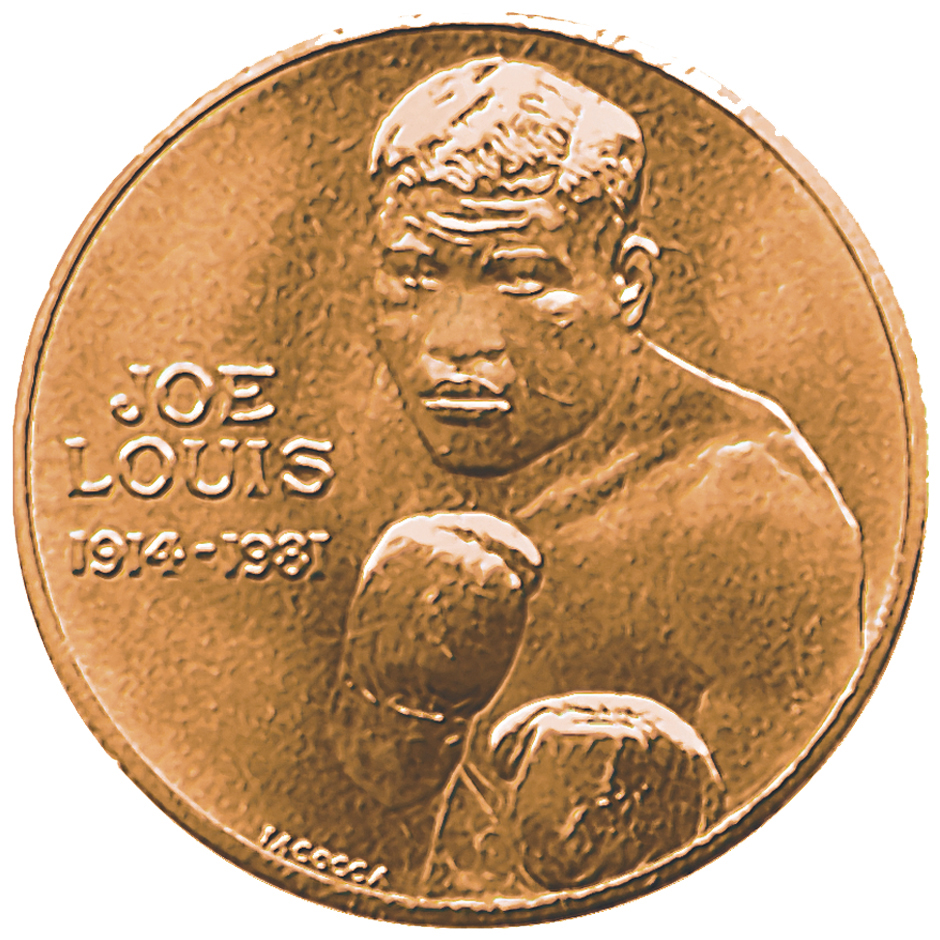
ジョー・ルイスに授与された勲章

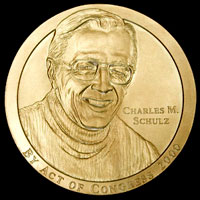
チャールズ・M・シュルツに授与された勲章

議会名誉黄金勲章（ぎかいめいよおうごんくんしょう、英：Congressional Gold Medal）は、アメリカ合衆国議会が国内外の文民に授与する最高位の賞である。「議会名誉黄金勲章」と和訳されるが、英語名称を正確に訳すると「議会黄金勲章」である（「honorable」（名誉）の語はない）。
19世紀までの呼称は「大陸議会黄金勲章」（Continental Congress Gold Medal）」だった。

## 概要
アメリカ独立直後に制定された賞で、格式は大統領自由勲章と並びアメリカ合衆国最高のものとされている。両者の主な違いは、自由勲章がアメリカ合衆国大統領が個人として授与するものであるのに対し、黄金勲章はアメリカ合衆国議会の名において、上下両院の決議を以て決められ授与されることである。受章者はアメリカ合衆国市民でなくてもよい。両院の委員会規則により、決議案は各院の議員の2/3の賛成発議を以て委員会に付託される（反対多数で否決されることもあり得る）。また自由勲章と比べ授与数は極めて少ない。
メダルは合衆国造幣局により鋳造される。デザインはメダルごとに異なり、受賞者の肖像がレリーフとして入れられる。通常の勲章と異なり、佩用するための構造を持たない。青銅製のメダルも鋳造され、黄金章の授与を記念して販売される。

## 著名な受章者
en:List of Congressional Gold Medal recipients も参照
- ジョージ・ワシントン（1776年3月25日）
- ホレイショ・ゲイツ（1777年11月4日）
- アンソニー・ウェイン（1779年7月26日）
- ヘンリー・リー (3世)（1779年9月24日）
- ダニエル・モーガン（1781年3月9日）
- ナサニエル・グリーン（1781年10月29日）
- ジョン・ポール・ジョーンズ（1787年10月16日）
- トーマス・トラクスタン（1800年3月29日）
- エドワード・プレブル（1805年3月3日）
- アイザック・ハル（1813年1月29日）
- スティーヴン・ディケーター（1813年1月29日）
- ウィリアム・ベインブリッジ（1813年3月3日）
- オリバー・ハザード・ペリー（1814年1月6日）
- トーマス・マクドノー（1814年10月20日）
- ウィンフィールド・スコット（1814年11月3日）
- アンドリュー・ジャクソン（1815年2月27日）
- チャールズ・ステュアート（1816年2月22日）
- ジェームズ・ビドル（1816年2月22日）
- ウィリアム・ハリソン（1818年4月4日）
- アイザック・シェルビー（1818年4月4日）
- ザカリー・テイラー（1846年7月16日）
- ザカリー・テイラー（1847年3月2日）
- ウィンフィールド・スコット（1848年3月9日）
- ザカリー・テイラー（1848年5月9日）
- ダンカン・イングラハム（1854年8月4日）
- ユリシーズ・グラント（1863年12月17日）
- コーネリアス・ヴァンダービルト（1864年1月28日）
- ジョージ・ピーボディ（1867年3月16日）
- ライト兄弟（1909年3月4日）
- チャールズ・リンドバーグ（1928年5月4日）
- リンカーン・エルズワース（1928年5月29日）
- ロアール・アムンセン（1928年5月29日）
- ウンベルト・ノビレ（1928年5月29日）
- トーマス・エジソン（1928年5月29日）
- NC-4搭乗員（1929年2月9日）
- リチャード・バード（1930年5月23日）
- リンカーン・エルズワース（1936年6月16日）
- ハワード・ヒューズ（1939年8月7日）
- ジョージ・マーシャル（1946年3月22日）
- アーネスト・キング（1946年3月22日）
- ジョン・パーシング（1946年8月7日）
- ウィリアム・ミッチェル（1946年8月8日）
- アルバン・W・バークリー（1949年8月12日）
- アーヴィング・バーリン（1954年7月16日）
- ジョナス・ソーク（1955年8月9日）
- ハイマン・G・リッコーヴァー（1958年8月28日）
- ロバート・ゴダード（1959年9月16日）
- ロバート・フロスト（1960年9月13日）
- ボブ・ホープ（1962年6月8日）
- ダグラス・マッカーサー（1962年10月9日）
- ウォルト・ディズニー（1968年5月24日）
- ウィンストン・チャーチル（1969年5月7日）
- ロベルト・クレメンテ（1973年5月14日）
- マリアン・アンダーソン（1977年3月8日）
- アイラ・エーカー（1978年10月10日）
- ロバート・ケネディ（1978年11月1日）
- ジョン・ウェイン（1979年5月26日）
- ヒューバート・H・ハンフリー（1979年6月13日）
- アメリカ赤十字社（1979年12月12日）
- サイモン・ヴィーゼンタール（1980年3月17日）
- ベアトリクス（1982年3月22日）
- ハイマン・G・リッコーヴァー（1982年6月23日）
- ジョー・ルイス（1982年8月26日）
- レオ・ライアン（1983年11月18日）
- ダニー・トーマス（1983年11月29日）
- ハリー・S・トルーマン（1984年5月8日）
- レディ・バード・ジョンソン（1984年5月8日）
- エリ・ヴィーゼル（1984年5月8日）
- ジョージ・ガーシュウィン（1985年8月9日）
- アイラ・ガーシュウィン（1985年8月9日）
- ナタン・シャランスキー（1986年5月13日）
- ハリー・チェイピン（1986年5月20日）
- アーロン・コープランド（1986年9月23日）
- ジェシー・オーエンス（1988年9月20日）
- アンドリュー・ワイエス（1988年11月9日）
- ローレンス・ロックフェラー（1990年5月17日）
- マシュー・リッジウェイ（1990年11月5日）
- ノーマン・シュワルツコフ（1991年4月23日）
- コリン・パウエル（1991年4月23日）
- ルース・グラハム（1996年2月13日）
- ビリー・グラハム（1996年2月13日）
- フランク・シナトラ（1997年5月14日）
- マザー・テレサ（1997年6月2日）
- ヴァルソロメオス1世（1997年10月6日）
- ネルソン・マンデラ（1998年7月29日）
- リトルロックの9人（1998年10月21日）
- ジェラルド・R・フォード（1998年10月21日）
- ベティ・フォード（1998年10月21日）
- ローザ・パークス（1999年5月4日）
- チャールズ・M・シュルツ（2000年6月20日）
- ヨハネ・パウロ2世（2000年7月27日）
- ロナルド・レーガン（2000年7月27日）
- ナンシー・レーガン（2000年7月27日）
- ナバホ族のコードトーカー（2000年12月21日）
- トニー・ブレア（2003年7月18日）
- ジャッキー・ロビンソン（2003年10月29日）
- マーティン・ルーサー・キング・ジュニア（2004年10月25日）
- コレッタ・スコット・キング（2004年10月25日）
- ダライ・ラマ14世（2006年9月27日）
- バイロン・ネルソン（2006年10月16日）
- ノーマン・ボーローグ（2006年12月6日）
- アウンサンスーチー（2008年5月5日）
- エドワード・ブルック（2008年7月1日）
- ネイティブ・アメリカンのコードトーカー（2008年10月15日）
- ニール・アームストロング（2009年8月7日）
- バズ・オルドリン（2009年8月7日）
- マイケル・コリンズ（2009年8月7日）
- ジョン・ハーシェル・グレン（2009年8月7日）
- アーノルド・パーマー（2009年9月30日）
- ムハマド・ユヌス（2010年10月5日）
- 第442連隊戦闘団・第100歩兵大隊・陸軍情報部（2010年10月8日）
- アメリカ同時多発テロ事件犠牲者（2011年12月23日）
- ラウル・ワレンバーグ（2012年7月26日）
- アディ・メエ・コリンズ、シンシア・ウェズリー、キャロル・ロバートスン、デニーズ・マクネア（クー・クラックス・クランが1963年に起こしたアラバマ州バーミングハム16番通りバプティスト教会爆破事件（en:16th Street Baptist Church bombing）の犠牲者。公民権法制定促進のきっかけとなる）（2013年5月24日）
- 戦略情報局（2016年12月14日、活動当時に遡って）